# 根付

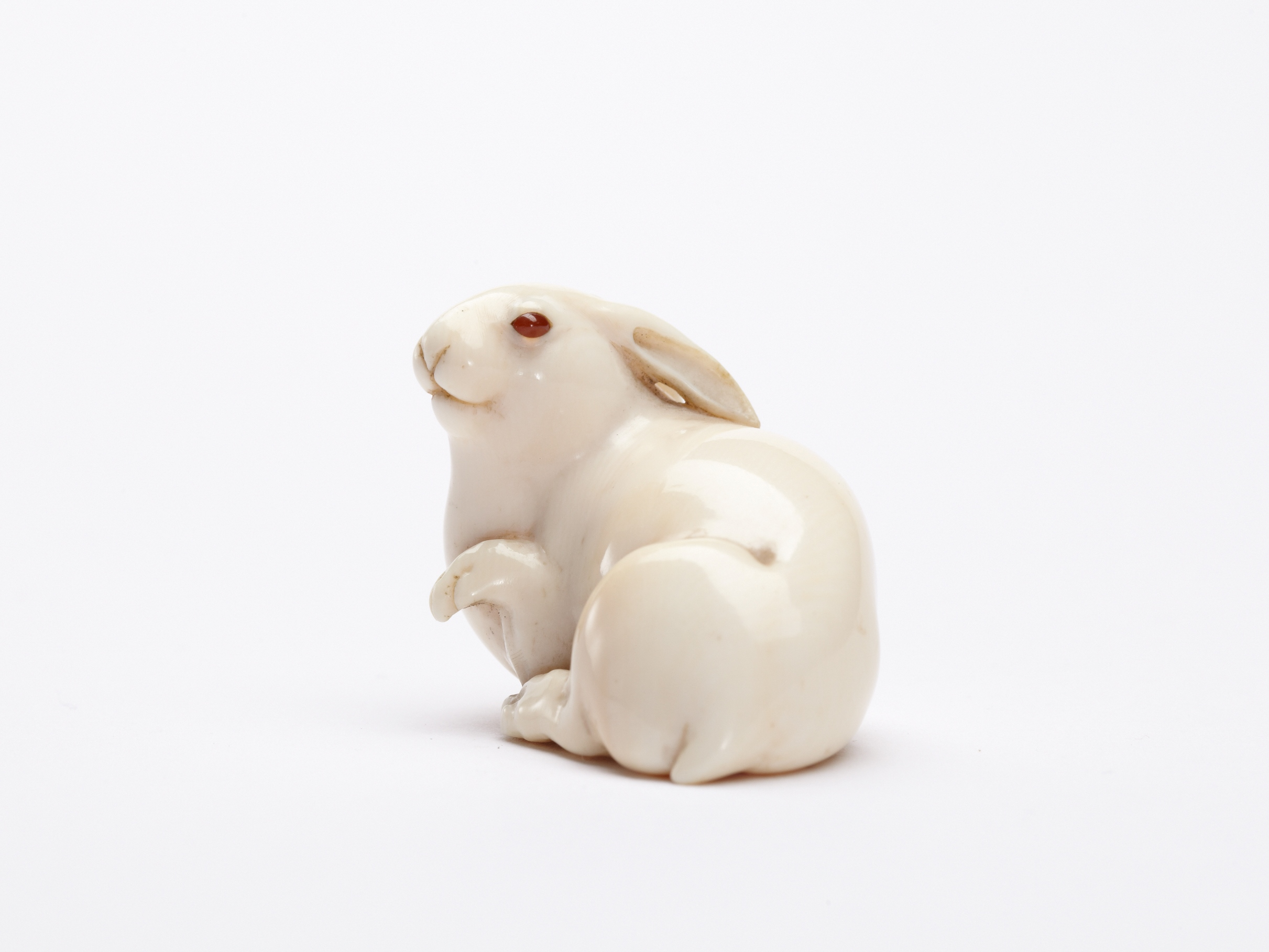
約1880年的一個根付

根付是起源于17世纪日本的一种微型雕刻工艺品。从明治时期开始，随着日本服飾装的逐渐西化，根付不再流行，目前由外国的博物馆或私人收藏家收藏的根付数量比日本本土的根付數量都要多。